# Sádí Ríád
Sádí Ríád Dnánú (arabul: شادي رياض دنانو; Palma, 2003. június 17. –) marokkói válogatott labdarúgó, a Premier League-ben szereplő Crystal Palace játékosa.

## Pályafutása
A Baleár-szigeteken, Palma de Mallorcán, marokkói szülők gyermekeként született. Több csapat akadémiáján szerepelt a CD Atlético Rafal, az RCD Mallorca (két alkalommal) és a CD San Franciscoban, mielőtt 2019 februárjában hároméves szerződést kötött az FC Barcelonával, amely júliustól volt hatályos. 2020-ban a CE Sabadell FC-hez igazolt egy évre kölcsönbe, és a Juvenil A csapathoz került. 2023. július 26-án a Real Betis csapata vette kölcsön, vásárlási opcióval, amit kötelességük volt aktiválni. A szezon végén leszerződtette a Crystal Palace.

## Statisztika
2023. május 28-i állapot szerint.
| Klub        | Szezon   | Bajnokság          | Bajnokság | Bajnokság | Kupa  | Kupa  | Nemzetközi | Nemzetközi | Egyéb | Egyéb | Összes | Összes |
| Klub        | Szezon   | Liga               | Mérk.     | Gólok     | Mérk. | Gólok | Mérk.      | Gólok      | Mérk. | Gólok | Mérk.  | Gólok  |
| ----------- | -------- | ------------------ | --------- | --------- | ----- | ----- | ---------- | ---------- | ----- | ----- | ------ | ------ |
| Sabadell    | 2020–21  | Segunda División   | 1         | 0         | 1     | 0     | —          | —          | 0     | 0     | 2      | 0      |
| Sabadell    | Összesen | Összesen           | 1         | 0         | 1     | 0     | 0          | 0          | 0     | 0     | 2      | 0      |
| Barcelona B | 2022–23  | Primera Federación | 35        | 2         | —     | —     | —          | —          | 2     | 1     | 37     | 3      |
| Barcelona B | Összesen | Összesen           | 35        | 2         | 0     | 0     | 0          | 0          | 2     | 1     | 37     | 3      |
| Barcelona   | 2022–23  | La Liga            | 1         | 0         | 0     | 0     | 0          | 0          | 0     | 0     | 1      | 0      |
| Barcelona   | Összesen | Összesen           | 1         | 0         | 0     | 0     | 0          | 0          | 0     | 0     | 1      | 0      |
| Real Betis  | 2023–24  | La Liga            | 0         | 0         | 0     | 0     | 0          | 0          | 0     | 0     | 0      | 0      |
| Real Betis  | Összesen | Összesen           | 0         | 0         | 0     | 0     | 0          | 0          | 0     | 0     | 0      | 0      |
| Összesen    | Összesen | Összesen           | 37        | 2         | 1     | 0     | 0          | 0          | 2     | 1     | 40     | 3      |

## Sikerei, díjai

### Klub
- Barcelona
  - Spanyol bajnok: 2022–23

### Válogatott
- Marokkó U23
  - U23-as Afrikai nemzetek kupája: 2023